# Francisco Chamorro
Francisco Ramón Chamorro Piva (La Plata, 7 augustus 1981) is een Argentijns wielrenner die anno 2017 rijdt voor Soul Brasil Pro Cycling Team.

## Belangrijkste overwinningen
2008
7e etappe Ronde van de Staat São Paulo
2009
Copa América de Ciclismo
3e en 5e etappe deel A Rutas de América
2010
Prova Ciclistica 9 de Julho
5e etappe Ronde van Brazilië
2012
Copa América de Ciclismo
3e en 4e etappe deel A Rutas de América
1e en 8e etappe Ronde van Brazilië
2013
Copa América de Ciclismo
2015
2e, 3e, 6e en 8e etappe Ronde van Uruguay

## Resultaten in voornaamste wedstrijden
|      | \| Jaar \| \| WK op de weg \| \| ---- \| \| ------------ \| \| 2016 \| \| opgave \| |              |
| Jaar |                                                                                     | WK op de weg |
| 2016 |                                                                                     | opgave       |

## Ploegen
- 2010 –  Scott-Marcondes Cesar-São José dos Campos (tot 20-8)
- 2012 –  Real Cycling Team
- 2013 –  Funvic Brasilinvest-São José dos Campos
- 2014 –  Funvic Brasilinvest-São José dos Campos
- 2015 –  Funvic-São José dos Campos
- 2016 –  Funvic Soul Cycles-Carrefour
- 2017 –  Soul Brasil Pro Cycling Team

Camargo · Chamorro · Dias · Giacinti · Gohr · Justo · Médici · F.Morandi · M.Morandi · Nazaret · Pagliarini · Rogelin · Ruiz · Santos · Sartasov · Tavares
Annunciato · Araújo · Chamorro · Diniz · Issano · Kazumi · Maniezzo · Martins · Moser · Palladino · Ramos · Ribeiro · Rodrigues · Simón · Tavares · Uebelharte
Braga · Bulgarelli · Cabrera · Cardoso · Chamorro · Costa · Diniz · Fiorilli · Garnero · Junqueira · Manarelli · Nazaret · Nicácio · Panizo · Pereira · Pinheiro · A.Santos · D.Santos · Sidoti
Almeida · Braga · Bulgarelli · Cardoso · Chamorro · Diniz · Fialho · Garnero  · Manarelli · Nazaret · Nicácio · L.Pereira · Pinheiro · Ramos · Ribeiro · Rincón · Sánchez · A.Santos · D.Santos · Tamayo
Affonso · Almeida · Braga · Bulgarelli · Cardoso · Chamorro · Díaz · Diniz · Garnero · Gaspar · Manarelli · Nazaret · Pereira · Pinheiro · Ramos · A.Santos · D.Santos
Affonso · Almeida · Bulgarelli · Cardoso · Chamorro · Diniz · Gaspar · Mahler · Manarelli · Nazaret · Nicácio · Piedra · Pinheiro · Quirino · Ramos · Urtasun · Machado (stagiair) · Mendonça (stagiair) · Rincón (stagiair)
Affonso · Almeida · Cardoso · Chaman · Chamorro · Godoy · Gohr · Machado · Morais · Nazaret · Nicácio · Pinheiro · Pires · Ranghetti · D. Silva · L. Silva · Simón